# Mission (édifice religieux)
Pour les articles homonymes, voir Mission.

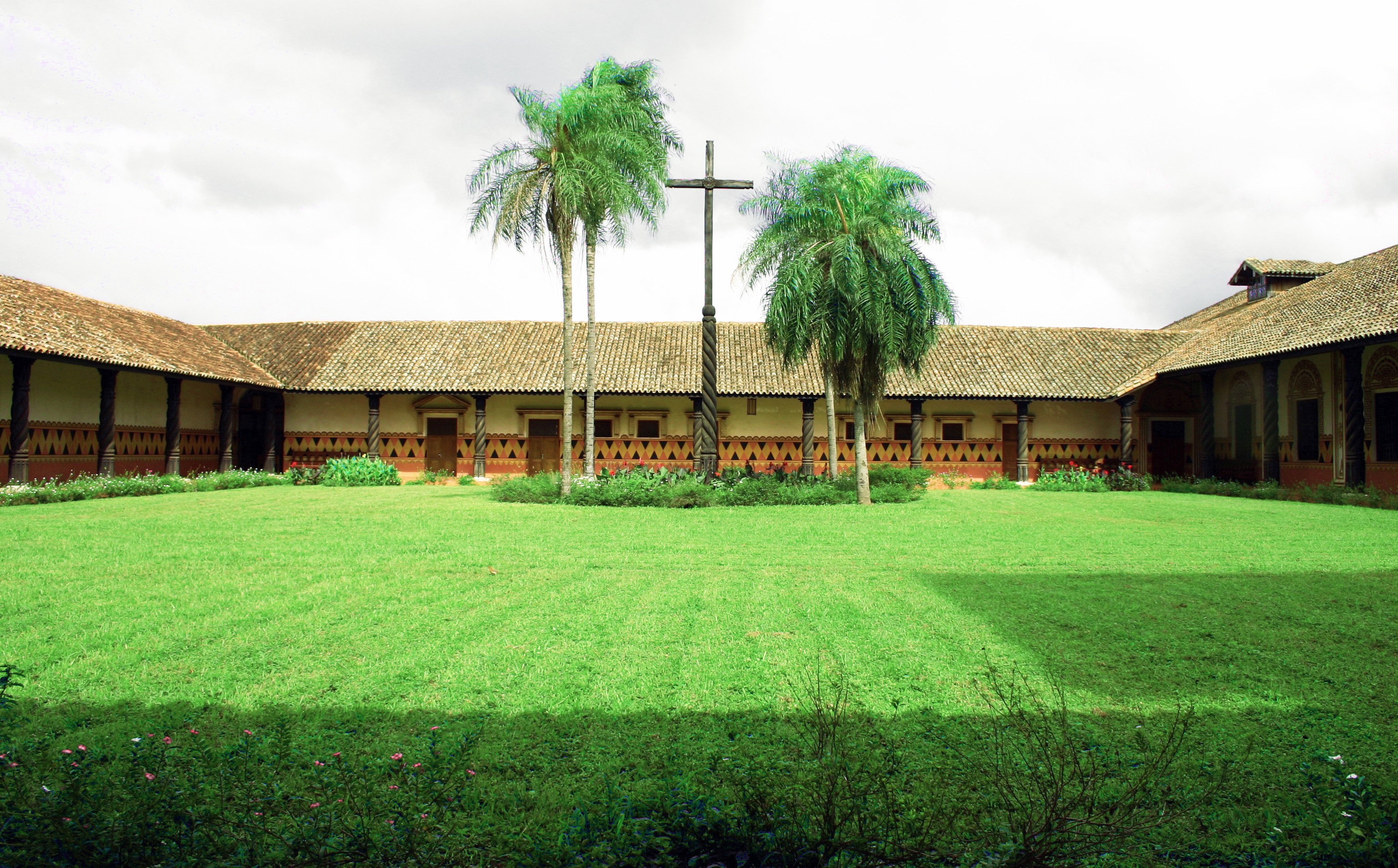
Mission de Concepción (Bolivie) en 2005

Une mission est un établissement de missionnaires.

## Exemples
- Missions espagnoles de Californie
- Mission San Xavier del Bac (Arizona)
- Missions texanes :
  - Mission Concepcion
  - Mission Nuestro Señora del Espíritu Santo de Zúñiga
  - Mission San Juan Capistrano
- Missions jésuites en Amérique du Sud (voir aussi l'article Réduction (catholicisme et politique)) :
  - Missions jésuites de Bolivie 
  - Mission jésuite du Paraguay
- Missions du Nouveau-Mexique